# Заушье (Босния и Герцеговина)
Заушье (серб. Заушје / Zaušje) — село в общине Билеча Республики Сербской Боснии и Герцеговины. Население составляет 11 человек по переписи 2013 года.